# Acoustic and Electric
Acoustic and Electric es un álbum recopilatorio de la banda británica de rock progresivo Asia y fue publicado por la discográfica Fuel 2000 en 2008.
Este álbum recopila temas en versión acústica y eléctrica, los cuales son interpretados en su mayoría en la voz y el bajo por John Payne, mientras que John Wetton solo aparece en las canciones «Open Your Eyes» y «Sole Survivor».. 

## Lista de canciones
| Side one |                               |                                          |          |  |
| N.º      | Título                        | Escritor(es)                             | Duración |  |
| 1.       | «The Heat Goes On»            | John Wetton / Geoff Downes               | 4:29     |  |
| 2.       | «Who Will Stop the Rain?»     | Downes / Johnny Warman / Jane Woolfenden | 4:39     |  |
| 3.       | «Cutting It Fine»             | Wetton / Downes / Steve Howe             | 2:07     |  |
| 4.       | «Video Killed the Radio Star» | Geoff Downes                             | 3:03     |  |
| 5.       | «Heat of the Moment»          | Wetton / Downes                          | 3:50     |  |
| 6.       | «Open Your Eyes»              | Wetton / Downes                          | 7:24     |  |
| 7.       | «Lay Down Your Arms»          | Downes / John Payne / Grant Hart         | 4:32     |  |
| 8.       | «Voice of America»            | Wetton / Downes                          | 5:05     |  |
| 9.       | «Different Worlds»            | Downes / Payne                           | 5:02     |  |
| 10.      | «Back in Town»                | Downes / Warman                          | 3:40     |  |
| 11.      | «Summer»                      | Downes / Payne                           | 3:29     |  |
| 12.      | «Arena»                       | Downes / Payne / Andrew Herod            | 5:16     |  |
| 13.      | «Only Time Will Tell»         | Wetton / Downes                          | 3:53     |  |
| 14.      | «Sole Survivor»               | Wetton / Downes                          | 6:28     |  |

## Formación
- John Wetton — voz principal y bajo (en las canciones «Open Your Eyes» y «Sole Survivor»)
- John Payne — voz principal, bajo y guitarra
- Geoff Downes — teclados y coros
- Carl Palmer — batería
- Steve Howe — guitarra
- Vinnie Burns — guitarra eléctrica
- Aziz Ibrahim — guitarra acústica
- Trevor Thornton — batería
- Bob Richards — batería